# Sävsländfluga
Sävsländfluga (Sphaerophoria loewi) är en tvåvingeart som beskrevs av Zetterstedt 1843. Sävsländfluga ingår i släktet sländblomflugor, och familjen blomflugor. Arten är reproducerande i Sverige.